# Сату-Маре (аеропорт)
Аеропорт Сату-Маре (рум. Aeroportul Satu Mare) (IATA: SUJ, ICAO: LRSM) розташований на пн.зх. Румунії, 14 км південніше м. Сату-Маре. Летовище знаходиться у безпосередній близькості до сусідніх румунських аеропортів в радіусі 150 км (Бая-Маре, Орадя, Клуж-Напока).

## Історія
Аеропорт Сату-Маре має тривалу історію, це один з перший портів в країні. Офіційно відкритий у 1936 р. Першим аеропланом, що сюди прилетів, був Junkers 34, що обслуговував маршрут Клуж ― Сату-Маре ― Орадя ― Клуж.
Нинішню ЗПС довжиною 2500 м було введено в експлуатацію у 1975 р.
Після отримання статусу міжнародного, у червні 1998 р., летовище відкриває рейси АК TAROM Бухарест ― Сату-Маре ― Нью-Йорк та у квітні 1999 р. ― Бухарест ― Сату-Маре ― Чикаго, який виконувався літаком Airbus A310. Пізніше ці рейси були скасовані.

## Авіакомпанії та напрямки
| Авіакомпанія | Пункт призначення |
| ------------ | ----------------- |
| TAROM        | Бухарест          |
| Wizz Air     | Лондон-Лутон      |

## Пасажиропотік
Див. джерело запитів Вікіданих та джерела.
| Рік  | Пасажирів | Динаміка  |
| ---- | --------- | --------- |
| 2008 | 7,298     | ▬         |
| 2009 | 11,101    | ▲ 52.1%   |
| 2010 | 18,859    | ▲ 69.9%   |
| 2011 | 23,469    | ▲ 24.4%   |
| 2012 | 19,289    | ▼ 17.8%   |
| 2013 | 16,192    | ▼ 16.1%   |
| 2014 | 12,644    | ▼ 16.1%   |
| 2015 | 17,212    | ▲ 36.1%   |
| 2016 | 23,796    | ▲ 38.3%   |
| 2017 | 60,795    | ▲ 155.48% |

## Довідкова інформація
1. ↑  EAD Basic
2. ↑  Satu Mare Airport in 2013 [Архівовано 2014-02-01 у Wayback Machine.] (рум.)
3. ↑  ORDIN 169/1.801. Planul national de actiune privind reducerea emisiilor de gaze cu efect de seră în domeniul aviatiei civile [Архівовано 2021-06-17 у Wayback Machine.] (рум.)
4. ↑  http://www.wizzair.com

## Поклики
- Official website
- Google Map - Aerial View
- Історія інцидентів аеропорту SUJ на Aviation Safety Network